# Voissay
Voissay település Franciaországban, Charente-Maritime megyében. Lakosainak száma 172 fő (2022. január 1.). Voissay Bignay, Les Nouillers, Ternant, Torxé és La Vergne községekkel határos.

## Népesség
A település népessége az elmúlt években az alábbi módon változott:
| Lakosok száma | 130  | 123  | 98   | 146  | 175  | 161  | 156  | 164  | 168  | 172  |
|               | 1968 | 1982 | 1990 | 2006 | 2013 | 2015 | 2017 | 2019 | 2020 | 2022 |